# McKenzie Nunatak
McKenzie Nunatak är en nunatak i Antarktis. Den ligger i Östantarktis. Nya Zeeland gör anspråk på området. Toppen på McKenzie Nunatak är 1 620 meter över havet.
Terrängen runt McKenzie Nunatak är varierad. Trakten är obefolkad. Det finns inga samhällen i närheten. 